# Schrottgrenze
Schrottgrenze est un groupe allemand de rock indépendant, originaire de Peine.

## Histoire
Schrottgrenze (en français "Limite de la bêtise") est fondée en 1994 par Alex Tsitsigias et Timo Sauer. Le groupe joue du pop punk en allemand dans les années 1990. Au cours des années suivantes, Schrottgrenze change de style pour adopter le rock indépendant new wave et le post-punk.
En 1995, après deux cassettes de démos, l'EP Unehrlich, verlogen und stinklaul sort, suivi quelques mois plus tard par le premier LP et des tournées nationales. En 1998 sort le premier album Super, en 1999 la compilation de singles Friction, Baby!. Après une longue tournée en Allemagne, le groupe s'arrête pendant deux ans.
Entre 2000 et 2002, le groupe déménage à Hambourg et revient en 2003 avec Vaganten und Renegaten. Suit une cinquantaine de concerts en Allemagne et en Autriche. Fin 2004, le label hambourgeois Weird System sort l'album Das Ende unserer Zeit (mixage de Tobias Levin). Les singles et les clips de Belladonna et Fernglas attirent l'attention de télévisions et radios indépendantes. Schrottgrenze se produit deux fois en direct dans Sarah Kuttner – Die Show. La tournée 2004-2005 compte près de 100 concerts.
En 2006, Tobias Levin produit l'album Château Schrottgrenze. L'album est presque entièrement dépourvu des sons punk des débuts et montre la préférence du groupe pour les chansons new wave et mélancoliques. Une soixantaine de concerts Château suivent, ainsi que les singles Amsame Meer et Fotolabor. En 2007, un split-single sorti avec les groupes junges glueck, Herrenmagazin et Janka. Avant l'enregistrement du sixième album, il y a eu à nouveau des changements de membres dans le groupe. Le bassiste M. Pohn et le batteur Caddy quittent le groupe. Christoph « Zombo » Kohler, qui jouait avec Junges Glueck, devient le nouveau bassiste. Benni Thiel reprend la batterie. En mai 2007, les enregistrements du nouvel album commencent au studio Soundgarden de Hambourg avec Peta Devlin comme productrice. L'album Schrottism qui en résulte sort le 19 octobre 2007. Au cours des mois d'automne, le groupe donne 24 concerts en Allemagne, en Autriche et en Suisse.
En avril 2008, le groupe annonce sur sa page Myspace qu'il ferait une pause indéfinie pour des raisons personnelles (carrière solo et problèmes familiaux). Le chanteur et guitariste Alex Tsitsigias se consacre à d'autres projets pendant la pause. Il rejoint les groupes hambourgeois Saboteur, Das Bierbeben et Station 17. Le groupe donne son dernier concert à Jülich le 12 juin 2010 puis se sépare.
Le 15 mai 2014, en l'honneur des 10 ans de scène du groupe Herrenmagazin, Schrottgrenze donne un set de vingt minutes aux côtés de Janka, Junges Glueck et Findus au club hambourgeois Uebel & Gefährlich. Selon le groupe, il s'agit d'une réunion unique. En 2015, cependant, trois concerts "de gala" sont annoncés à l'occasion de la sortie de la compilation Fotolabor 1995–2015, ainsi que plusieurs apparitions dans des festivals. Hauke Röh (Frau Potz, Station 17) est le bassiste.
Le 20 janvier 2017, Schrottgrenze sort l'album Glitzer auf Beton chez Tapete Records, label indépendant de Hambourg. Il est influencé par la personnalité d'Alex Tsitsigias qui a fait connaître son homosexualité, une personnalité drag queen et son appartenance aux queers. De plus, à partir de février 2017, le groupe reprend pour la première fois une vaste tournée.

## Discographie
Albums
- Auf die Bärte, fertig, los !!! (1995)
- Super. (1998)
- Vormärz Sekrete (2000), non publié
- Vaganten und Renegaten (2003)
- Das Ende unserer Zeit (2004)
- Château Schrottgrenze (2006)
- Schrottism (2007)
- Glitzer auf Beton (2017)
- Alles zerpflücken (2019)

EPs
- Unehrlich, verlogen und stinkfaul (1995)
- Hauptsache Peter (1996) Split-EP avec Combat Shock
- Belladonna (2003)
- Split Schrottgrenze/junges glueck/Herrenmagazin/Janka (2007)

Compilations
- Chaostage – Grüße aus Hannover (1996)
- Scumfuck Bizarr – Arschlecken Rasur und mehr (Scumfuck Mucke, 1997)
- Reibung, Baby! (1999)
- Demos 1994–2003 (2004)
- Fotolabor 1994–2015 (2015)

## Source de la traduction
- (de) Cet article est partiellement ou en totalité issu de l’article de Wikipédia en allemand intitulé « Schrottgrenze » (voir la liste des auteurs).